# Polla praelataria
Polla praelataria är en fjärilsart som beskrevs av Herrich-Schäffer 1856. Polla praelataria ingår i släktet Polla och familjen mätare. Inga underarter finns listade i Catalogue of Life.